# 사랑과 선거와 초콜릿
《사랑과 선거와 초콜릿》(恋と選挙とチョコレート)은 일본의 연애 시뮬레이션 게임 또는 애니메이션이다. 연애 시뮬레이션 게임으로는 2010년 10월 29일에 sprite에서 발매되었고, TV판 애니메이션으로는 TBS에서 2012년 7월부터 2012년 9월까지 방영되었다. 줄여서 코이초코라고 부른다.